# William Henry Edwards
William Henry Edwards (15 de marzo de 1822 - 4 de abril de 1909) fue un entomólogo estadounidense.

## Biografía
Edwards nació en Hunter (Nueva York). Edwards es conocido por su viaje al río Amazonas en 1846, el cual describió en su libro A Voyage Up the River Amazon, with a residency at Pará. El libro inspiró a Henry Walter Bates y Alfred Russel Wallace a realizar su famoso viaje a la región. Edwards también publicó el primer estudio sobre las mariposas norteamericanas, titulado The Butterflies of North America (1897). Edwards también mantenía correspondencia con Charles Darwin. Durante su vida publicó más de 250 artículos en revistas científicas. Murió en Coalburgh (Virginia Occidental).

## Obras
- Revised Catalogue of the Diurnal Lepidoptera of America North of Mexico (1884)
- Catalogue of the Diurnal Lepidoptera of America North of Mexico
- Synopsis of North American Butterflies (1872)
- The Butterflies of North America (1868-1897, serie de cinco libros)
- A Voyage up the River Amazon (1855)